# Chicungo
Chicungo ist eine Kleinstadt und eine Gemeinde in Angola.

## Verwaltung
Chicungo ist Sitz einer gleichnamigen Gemeinde (Comuna) im Kreis (Município) von Quipungo, in der Provinz Huíla. Die Gemeinde hat 59.327 Einwohner (hochgerechnete Schätzung 2013). Die Volkszählung 2014 soll fortan gesicherte Bevölkerungsdaten liefern.